# Bisdom Malaybalay
Het bisdom Malaybalay (Latijn: Dioecesis Malaibalaiensis) is een rooms-katholiek bisdom in de Filipijnen en een van de suffragane bisdommen van het aartsbisdom Cagayan de Oro. Het bisdom Malaybalay werd op 25 april 1969 opgericht en beslaat de gehele provincie Lanao del Sur. De bisschop van Malaybalay is sinds 2010 José A. Cabantan. 

## Bisschoppen
- Francisco Claver SJ (1969 - 1984)
- Gaudencio Rosales (1984 - 1992)
- Honesto Chaves Pacana SJ (1994 - 2010)
- José Araneta Cabantan (sinds 2010)